# Charles Keeling
Charles David Keeling (Scranton, 20 de abril de 1928 — Hamilton, 20 de junho de 2005) foi um climatologista estadunidense. Dedicou a maior parte da sua vida profissional à medição dos níveis de gás carbônico no ambiente.
Em 1954 seus estudos tiveram início, quando decidiu pesquisar se a pressão do CO2 era a mesma tanto no ar quanto na água. No desenrolar da pesquisa aprimorou o aparelho usado para fazer esta medição, analisando amostras de ar e oceanos durante alguns anos em diversas partes do planeta, e em diferentes períodos do dia.
Keeling percebeu que em qualquer lugar onde as medições eram feitas, a concentração de CO2 na atmosfera era basicamente a mesma, em torno de 315 partes por milhão (ppm). Este era um valor médio, porque ao longo do dia o valor exato apresentava variações, atingindo um valor máximo no período da madrugada e mínimo pouco depois do meio-dia. Para todas as regiões analisadas, o padrão de variações também era o mesmo.
Em 1957 Keeling ajudou a implantar um sistema de monitoramento da concentração dos gases atmosféricos em todo o planeta. As leituras diárias da concentração de CO2 tiveram início no ano seguinte, quando as bases de pesquisa foram instaladas. Devido a problemas técnicos, algumas medidas foram comprometidas, mas a partir de 1964 estas passaram a ser feitas sem interrupção até os dias de hoje.
A representação gráfica destes resultados é conhecida como Curva de Keeling, em homenagem ao trabalho do cientista.
O próprio Keeling e outros cientistas investigaram os fatores que explicariam o caráter ascendente da curva. Entre os fatores, estão a emissão de CO2 pela queima de combustíveis, o desmatamento, e o fato de que o oceano não é capaz de absorver todo o CO2 lançado na atmosfera.
Seus registros sobre a concentração de dióxido de carbono atmosférico no Observatório de Mauna Loa despertaram o alerta mundial para a contribuição antropogênica ao efeito estufa e aquecimento global.